# Георги Божилов (анархист)
Георги Божилов Недялков е български анархист, журналист и отговорен редактор на вестник „Свободна мисъл“.
Георги Божилов е роден на 16 април 1927 г. в село Росоман, Софийско и е седмо по ред от десетте деца на богатото с многобройна челяд, селско семейство. Образование придобива в Минниия техникум в град Перник, където възприема идеите на анархизма, които твърдо и честно отстоява през целия си живот. По време на сталинския терор, настъпил след деветосептемврийския преврат, Г. Божилов се озовава зад решетките на занданите в Хасково, Варна, Кюстендил и в концлагера в Белене, на остров Персин, в продължение на осем години, които счита за своя „затворническа академия за знания“.
През 1976 – 1977 г. за заловени „вражески списания“ е изселен в с. Бистра за дълги години, след което работи като изкопчия и бояджия в София. Изселаването в Бистра му носи написването на романа му „Животът на миньорите в България“, оценен от ст.н.с. Деян Павлов като вражески.
След промените през 1989 г. той близо десет години е отговорен редактор на в. „Свободна мисъл“ – официален печатен и електронен орган на Федерацията на анархистите в България (ФАБ), в резултат на което са редица статии. Женен е, има дъщеря и син, четири внучета и също толкова правнучета.

## Издания
| „ | При един от поредните обиски на агентите от ДС в дома на писателя анархист Делчо Демирев откриват и изземват ръкописи на Георги Божилов. Изпратени са в София за оценка от ст.н.с. Деян Павлов – зав. отдел в Института за съвременни социални теории (ИССТ). Отзивът от четири страници е такъв, че „Г. Божилов може да се гордее, но и да си стяга чергата за затвора…“ Петко Огойски | “ |

- Божилов, Георги. Статии. Книга 1: Българският преход през погледа на един Антихрист.   София, Рал-Колобър, 2008. ISBN 9549400646, ISBN 9789549400649. с. 638.
- Божилов, Георги. Живот по черен небосвод.   София, Рал-Колобър, 2009. ISBN 978-954-9400-69-4. с. 414.
- Божилов, Георги. Лични откровения.   София, Рал-Колобър, 2010. ISBN 978-954-9400-86-1. с. 415.